# Briefmarken-Jahrgang 1960 der Deutschen Bundespost
Der Briefmarken-Jahrgang 1960 der Deutschen Bundespost umfasste 20 Sondermarken, Dauermarken wurden in diesem Jahr keine herausgegeben.

## Liste der Ausgaben und Motive
Legende
- Bild: Eine bearbeitete Abbildung der genannten Marke. Das Verhältnis der Größe der Briefmarken zueinander ist in diesem Artikel annähernd maßstabsgerecht dargestellt. Sollten keine Marken abgebildet sein, liegt es daran, dass das Urheberrecht des Künstlers noch nicht erloschen ist.
- Beschreibung: Eine Kurzbeschreibung des Motivs und/oder des Ausgabegrundes. Bei ausgegebenen Serien oder Blocks werden die zusammengehörigen Beschreibungen mit einer Markierung versehen eingerückt.
- Wert: Der Frankaturwert der einzelnen Marke in Pfennig. Ein „+“ bedeutet, dass es sich um eine Zuschlagsmarke handelt (= Frankaturwert + Spende).
- Ausgabedatum: Das Datum des erstmaligen Verkaufs dieser Briefmarke.
- Gültig bis: Das Datum, an dem die Gültigkeit endete.
- Auflage: Soweit bekannt, wird hier die zum Verkauf angebotene Anzahl dieser Ausgabe angegeben.
- Entwurf: Soweit bekannt, wird hier angegeben, von wem der Entwurf dieser Marke stammt.
- Mi.-Nr.: Diese Briefmarke wird im Michel-Katalog unter der entsprechenden Nummer gelistet.

| Sondermarken | |                  |                       |                   |             |                     |       |
| Bild         | Beschreibung | Werte in Pfennig | Ausgabe- datum (1960) | gültig bis        | Auflage     | Entwurf             | MiNr. |
|              | Weltflüchtlingsjahr - stilisierter Baum in einer Weltkugel | 10               | 7. April              | 31. Dezember 1961 | 30.000.000  | Rastorfer           | 326   |
|              | - stilisierter Baum in einer Weltkugel | 40               | 7. April              | 31. Dezember 1961 | 20.000.000  | Rastorfer           | 327   |
|              | 400. Todestag von Philipp Melanchthon (1497–1560) Philologe, Philosoph, Humanist, Theologe, Lehrbuchautor und Dichter nach einem Gemälde von Lucas Cranach dem Älteren (1472–1553) | 20               | 19. April             | 31. Dezember 1961 | 20.000.000  | Michel + Kieser     | 328   |
|              | Passionsspiele in Oberammergau Kreuz und Folterinstrumente | 10               | 17. Mai               | 31. Dezember 1961 | 30.000.000  | Herbert Kern        | 329   |
|              | 37. Eucharistischer Weltkongress in München - Stilisierte Taube, Kreuz und Kelch                                                                                                   | 10               | 30. Juli              | 31. Dezember 1962 | 20.000.000  | Eduard Ege          | 330   |
|              | - Stilisierte Taube, Kreuz und Kelch | 20               | 30. Juli              | 31. Dezember 1962 | 20.000.000  | Eduard Ege          | 331   |
|              | Olympische Spiele in Rom - Ringen, historische Abbildung | 7                | 8. August             | 31. Dezember 1962 | 30.000.000  | Reinhart Heinsdorff | 332   |
|              | - Laufen, historische Abbildung | 10               | 8. August             | 31. Dezember 1962 | 30.000.000  | Reinhart Heinsdorff | 333   |
|              | - Diskuswurf und Speerwurf, historische Abbildung | 20               | 8. August             | 31. Dezember 1962 | 30.000.000  | Reinhart Heinsdorff | 334   |
|              | - Wagenrennen, historische Abbildung | 40               | 8. August             | 31. Dezember 1962 | 20.000.000  | Reinhart Heinsdorff | 335   |
|              | 1000. Geburtstag der Bischöfe hl. Bernward und Godehard Michaeliskirche in Hildesheim und die Bischofsinsignien                                                                    | 20               | 6. September          | 31. Dezember 1962 | 20.000.000  | Eduard Ege          | 336   |
|              | Europamarke - Wagenrad mit 19 Speichen | 10               | 19. September         | 31. Dezember 1962 | 100.000.000 | Rahikainen          | 337   |
|              | - Wagenrad mit 19 Speichen | 20               | 19. September         | 31. Dezember 1962 | 30.000.000  | Rahikainen          | 338   |
|              | - Wagenrad mit 19 Speichen | 40               | 19. September         | 31. Dezember 1962 | 20.000.000  | Rahikainen          | 339   |
|              | Wohlfahrtsmarken, Rotkäppchen Märchen der Brüder Grimm - Rotkäppchen trifft den Wolf                                                                                               | 7+3              | 1. Oktober            | 31. Dezember 1962 | 8.500.000   | Michel + Kieser     | 340   |
|              | - Rotkäppchen am Bett der Großmutter, worin aber der verkleidete Wolf liegt | 10+5             | 1. Oktober            | 31. Dezember 1962 | 15.250.000  | Michel + Kieser     | 341   |
|              | - Der Jäger befreit Großmutter und Rotkäppchen aus dem Bauch des Wolfs | 20+10            | 1. Oktober            | 31. Dezember 1962 | 10.300.000  | Michel + Kieser     | 342   |
|              | - Großmutter und Rotkäppchen wieder wohlauf und erfreuen sich an den mitgebrachten Gaben                                                                                           | 40+20            | 1. Oktober            | 31. Dezember 1962 | 5.200.000   | Michel + Kieser     | 343   |
|              | 1. Todestag von George C. Marshall (1880–1959) Amerikanischer General, bekam 1953 den Friedensnobelpreis                                                                           | 40               | 15. Oktober           | 31. Dezember 1962 | 20.000.000  | Michel + Kieser     | 344   |
|              | 125 Jahre deutsche Eisenbahnen Der Adler, erste Dampflokomotive von 1835 zwischen Nürnberg und Fürth                                                                               | 10               | 7. Dezember           | 31. Dezember 1962 | 30.000.000  | Hermann Bentele     | 345   |